# Baḩrīyeh
Baḩrīyeh (persiska: بحریه) är en ort i Iran.   Den ligger i provinsen Khuzestan, i den centrala delen av landet, 600 km söder om huvudstaden Teheran. Baḩrīyeh ligger 29 meter över havet och antalet invånare är 226.
Terrängen runt Baḩrīyeh är platt. Runt Baḩrīyeh är det ganska tätbefolkat, med 62 invånare per kvadratkilometer. Närmaste större samhälle är Omīdīyeh, 16,2 km norr om Baḩrīyeh. Omgivningarna runt Baḩrīyeh är i huvudsak ett öppet busklandskap.